# Május 4.
Május 4. az év 124. (szökőévben 125.) napja a Gergely-naptár szerint. Az évből még 241 nap van hátra.
Névnapok: Flórián, Mónika + Amál, Amália, Amélia, Amilla, Antónia, Bulcsú, Elma, Florianna, Florin, Florina, Flóris, Fóris, Gotárd, Gothárd, Kocsárd, László, Pelágiusz, Szilvánusz

## Események

### Politikai események
- 1027 – Reimsben királlyá koronázzák I. Henrik francia királyt
- 1521 – Luther Márton Wartburg várába érkezik, ahol 1522. március 1-jéig a Biblia fordításán dolgozik.
- 1523 – II. Lajos országgyűlést hív össze Budára.
- 1541 – Buda ostroma.
- 1814 – Napóleon megérkezik Elbára.
- 1849 – Az 1848–49-es forradalom és szabadságharc során a Görgey Artúr által vezetett honvéd haderő megkezdi Buda várának ostromát.
- 1886 – A Chicago-i rendőrség tüzet nyit a McCormick Harvester Machine Company sztrájkoló munkásaira, akik a nyolcórás munkanap bevezetését követelik (ennek emléknapja világszerte május 1., a Munka Nemzetközi Ünnepe (Labour Day, International Workers' Day), kivéve az USA-ban és Kanadában.
- 1942 – A Korall-tengeri csata fordulópontot hoz a távolkeleti fronton, az amerikaiak tengeren legyőzik a japánokat.
- 1970 – Az ohio-i Kent Állami Egyetemen a Nemzeti Gárda tüzet nyit a háború ellen tüntető diákokra (4 diákot megölnek).
- 1979 – Margaret Thatcher az első női brit miniszterelnök megalakítja konzervatív kormányát
- 1982 – A Falkland-szigeteki háborúban argentin vadászgépek Exocet rakétával elsüllyesztik a HMS Sheffield brit rombolót (22 ember életét veszti).
- 1990 – A lett parlament kikiáltja Lettország függetlenségét a Szovjetuniótól.
- 1994 – Jichák Rabin izraeli miniszterelnök és Jasszer Arafat, a Palesztinai Felszabadítási Szervezet Béke-Nobel-díjas vezetője szerződést írnak alá a palesztin önrendelkezés bevezetéséről a Gázai övezetben és Jerikóban.
- 1994 – A rendőrség letartóztatja Bene Lászlót és Donászi Aladárt.

### Tudományos és gazdasági események
- 1494 – Kolumbusz Kristóf második expedícióján felfedezi Jamaicát.
- 1868 – Megalapítják Phoenixet, Arizona állam fővárosát.
- 1989 – Útjára indul a Magellan űrszonda.
- 2001 – A Magyar Nemzeti Bank a forintárfolyam középparitás körüli ingadozási sávját ±2,25%-ról ±15%-ra szélesíti

### Kulturális események

#### Zenei események
- 1959 – Az első Grammy-díjátadás

### Sportesemények
Labdarúgás
- 1900 – Az 1. FC Nürnberg megalapítása
- 1904 – Megalapítják az FC Schalke 04 gelsenkircheni labdarúgóklubot.
- 1949 - A Superga-dóm tornyának csapódik a rossz időjárási körülmények miatt a Torino FC Portugáliába tartó repülőgépe. A Superga-tragédiában életét vesztette a fedélzeten tartózkodó összes ember.

Formula–1
- 1969 –  spanyol nagydíj, Montjuich Park - Győztes: Jackie Stewart  (Matra Ford)
- 1980 –  belga nagydíj, Zolder - Győztes: Didier Pironi  (Ligier Ford)
- 2003 – spanyol nagydíj, Barcelona - Győztes: Michael Schumacher  (Ferrari)

### Egyéb események
- Nemzetközi Star Wars-nap

## Születések
- 1008 – I. Henrik francia király, a későbbi Hódító Vilmos nagybátyja († 1060)
- 1654 – Kang-hszi (Kāngxī), a leghosszabban uralkodó kínai császár († 1722)
- 1655 – Bartolomeo Cristofori olasz hangszerkészítő, neki tulajdonítják a zongora feltalálását († 1731)
- 1725 – Eszterházy Károly váci, majd egri püspök, († 1799)
- 1772 – Friedrich Arnold Brockhaus német könyvkereskedő, -kiadó és szerkesztő, a Brockhaus Enciklopédia elindítója († 1823)
- 1776 – Johann Friedrich Herbart német filozófus, pedagógus († 1841)
- 1794 – Heinrich Boie német herpetológus († 1827)
- 1796 – William H. Prescott amerikai jogász, történész, a spanyol világ kutatója († 1859)
- 1825 – Thomas Henry Huxley angol biológus († 1895)
- 1827 – John Hanning Speke katona, felfedező, három afrikai expedíción is részt vett, nevéhez a Nílus forrásának kutatása fűződik († 1864)
- 1841 – Ráday Gedeon magyar huszártiszt, politikus és hadügyminiszter († 1883)
- 1845 – William Kingdon Clifford angol matematikus († 1879)
- 1881 – Alekszandr Fjodorovics Kerenszkij orosz ügyvéd, politikus, 1917-ben az Ideiglenes Kormány vezetője († 1970)
- 1883 – Vang Csing-vej kínai politikus, a nankingi japán bábkormány vezetője 1940 és 1944 között († 1944)
- 1895 – Vályi Lajos magyar ügyvéd, kormányfőtanácsos, országgyűlési képviselő († 1940)
- 1911 – Bozóky László sugárfizikus, mérnökfizikus, az MTA rendes tagja († 1995)
- 1913 – Adolf Lang német autóversenyző († 1993)
- 1920 – Margaret Durrell brit írónő († 2007)
- 1925 – Buzánszky Jenő magyar válogatott labdarúgó, az Aranycsapat hátvédje († 2015)
- 1928 – Hoszni Mubárak egyiptomi elnök († 2020)
- 1928 – Hankiss Elemér Széchenyi-díjas magyar irodalomtörténész, filozófus  († 2015)
- 1928 – Wolfgang Von Trips (Wolfgang Graf Berghe Von Trips) német autóversenyző († 1961)
- 1929 – Audrey Hepburn Oscar-díjas angol színésznő († 1993)
- 1931 – Balla Demeter Kossuth-díjas magyar fotográfus, a nemzet művésze († 2017)
- 1938 – Juhász Előd magyar zenetörténész, műsorvezető
- 1939 – Dunai Imre magyar gazdaságpolitikus († 2004)
- 1940 – Borenich Péter Aranytoll-díjas magyar újságíró, dramaturg († 2024)
- 1940 – Robin Cook amerikai író
- 1941 – Larry Ryan Squire amerikai pszichológus, az idegtudomány kutatója
- 1942 – Róna Péter magyar közgazdász
- 1943 – Balogh Zsuzsa Jászai Mari-díjas magyar színésznő († 2020)
- 1944 – Huszti Péter Kossuth- és Jászai Mari-díjas magyar színész, érdemes és kiváló művész, a nemzet művésze.
- 1945 – Bánó Attila magyar író
- 1946 – John Watson (John Marshall Watson) brit autóversenyző
- 1949 – Nagy Gáspár Kossuth- és József Attila-díjas magyar költő, prózaíró, szerkesztő († 2007)
- 1950 – Fazekas Tamás (kardiológus) c. egyetemi tanár, az orvostudomány (MTA) doktora
- 1950 – Hegedűs 2 László Munkácsy- és Balázs Béla-díjas művész
- 1951 – Jackie Jackson amerikai zenész, a The Jackson 5 tagja
- 1952 – Lovay László magyar nótaénekes, előadóművész, műsorvezető és zeneszerző. († 2018)
- 1953 – Eduardo Celidonio brazil autóversenyző
- 1954 – Géczi János magyar író, költő
- 1954 – Pia Zadora amerikai színésznő, énekesnő
- 1956 – Igó Éva Jászai Mari-díjas magyar színésznő, érdemes és kiváló művész
- 1957 – Mandel Róbert tekerőlantművész, organológus
- 1958 – Keith Haring amerikai festő, grafikus († 1990)
- 1959 – Randy Travis amerikai énekes
- 1962 – Oleta Adams amerikai énekesnő
- 1966 – Kiss Éva, ukrajnai magyar történész, egyetemi tanár
- 1969 – Anger Zsolt Jászai Mari-díjas magyar színész
- 1972 – Mike Drint a Green Day basszusgitárosa
- 1974 – Gyuris Tibor magyar színész, író
- 1979 – Lance Bass amerikai énekes, az ’N Sync tagja
- 1979 – Vágó Bernadett musicalszínésznő, szinkronszínésznő
- 1982 – Markus Rogan osztrák úszó
- 1982 – Pál András magyar színész
- 1984 – Alex Campbell kanadai színész
- 1987 – Cesc Fàbregas spanyol labdarúgó
- 1987 – Jorge Lorenzo spanyol gyorsasági-motorversenyző
- 1988 – Alekszandr Tyihonov orosz úszó
- 1989 – Gyurta Dániel olimpiai arany és ezüstérmes, világ- és Európa-bajnok magyar úszó
- 1991 – Várhelyi Anna magyar kardvívó
- 1991 – Brasch Bence magyar énekes
- 1992 – Victor Oladipo amerikai kosárlabdázó és énekes
- 1993 – Bedő Krisztián világbajnok magyar válogatott vízilabdázó
- 1994 – Pauline Ducruet monacói hercegnő, műugró
- 1996 – Varga-Huszti Máté magyar színész
- 2002 – Sam Fricker ausztrál műugró

## Halálozások
- 304 – Szent Flórián vértanú
- 1519 – II. Lorenzo de’ Medici Firenze ura, Urbino hercege (* 1492)
- 1590 – Charles de Bourbon bíboros, Rouen érseke, X. Károly néven a Katolikus Liga ellenkirálya (* 1523)
- 1785 – Sajnovics János a finnugor nyelvrokonság korai kutatója (* 1733)
- 1891 – Grünwald Béla magyar történetíró, politikus (* 1839)
- 1919 – Milan Rastislav Štefánik cseh csillagász, francia tábornok, Csehszlovákia egyik alapítója (* 1880)
- 1938 – Carl von Ossietzky Nobel-békedíjas német pacifista újságíró (* 1889)
- 1949 – Valentino Mazzola olasz válogatott labdarúgó, a Venezia és a Torino játékosa (* 1919)
- 1974 – Marvin Pifer amerikai autóversenyző (* 1928)
- 1975 – Jánossy Andor agrármérnök, agrobotanikus, az MTA tagja (* 1908)
- 1980 – Josip Broz Tito horvát származású politikus, kommunista partizánvezér, a szocialista Jugoszlávia elnöke (* 1892)
- 2008 – Trethon Judit író, újságíró, műfordító (* 1951)
- 2014 – Elena Baltacha brit hivatásos teniszezőnő (* 1983)

## Nemzeti ünnepek, emléknapok, világnapok
- Japán nemzeti ünnep (Zöld nap)
- 1991 óta a tűzoltók napja Magyarországon (Szent Flórián, a tűzoltók védőszentje)
- Szent Ceferinó, a romák védőszentje ünnepe a katolikus egyházban
- Star Wars-nap